# GSC 03549-02811 A
GSC 03549-02811 A (nota anche come Kepler-1) è una stella gialla di sequenza principale simile al Sole, distante 718 anni luce dalla Terra. Si trova nella costellazione del Dragone e non è visibile che con un telescopio in quanto la sua magnitudine è di 11,25. Nel 2006 è stato scoperto un pianeta extrasolare che le orbita attorno, TrES-2b.

## Caratteristiche fisiche
Le caratteristiche della stella, quali massa, raggio e temperatura superficiale, sono simili a quelle del Sole; il tipo spettrale è G0V, è solo poco più calda (100 K) rispetto alla nostra stella, ed è di età simile, circa 5,1 miliardi di anni. 
Studi del 2008 dall'Osservatorio di Calar Alto hanno portato alla scoperta di una compagna di classe K di magnitudine 15, distante 232 UA dalla principale. La scoperta di una compagna ha portato a ricalcolare i parametri del sistema di Kepler-1.

## Sistema planetario

Andamento della velocità radiale di GSC 03549-02811, influenzato dalla presenza di TrES-2 b.

Nel 2006 è stato scoperto un pianeta con il metodo del transito nell'ambito del programma Trans-Atlantic Exoplanet Survey. Successivamente è stato osservato dal telescopio Kepler, che ha visto la prima luce proprio osservando questa stella, che deve la denominazione Kepler-1 proprio a questo. Il pianeta è un gigante gassoso 1,2 volte più massiccio di Giove ed orbita ad una distanza dalla stella di 0,036 UA, orbitandole attorno in appena 2,5 giorni. 

### Prospetto sul sistema
| Pianeta | Tipo            | Massa    | Raggio | Periodo orb. | Sem. maggiore | Scoperta |
| ------- | --------------- | -------- | ------ | ------------ | ------------- | -------- |
| TrES-2b | Gigante gassoso | 1,253 MJ | 1,169  | 2,47 giorni  | 0,03556 UA    | 2006     |